# ODIN Bw
Der Organisationsdienst für nachgehende Untersuchungen nach Beendigung einer Tätigkeit mit Einwirkung krebserzeugender Gefahrstoffe in der Bundeswehr (ODIN Bw) hat die Aufgabe, bei aktiven und ehemaligen Bundeswehrangehörigen (Soldaten, Beamte und Arbeitnehmer), die bei der Bundeswehr krebserzeugenden Gefahrstoffen ausgesetzt waren, durch nachgehende Vorsorgemaßnahmen möglichen gesundheitlichen Auswirkungen vorzubeugen oder diese frühzeitig zu erkennen und Maßnahmen zu ergreifen.
ODIN Bw ist Teil des Instituts für Präventivmedizin der Bundeswehr.
Die „Nachgehende Vorsorge“ umfasst u. a. arbeitsmedizinische Vorsorgeuntersuchungen, deren Art und Umfang dem berufsgenossenschaftlichen Regelwerk unterliegen. Dabei melden die Dienststellen den Beginn und die Beendigung einer Exposition eines Angehörigen der Bundeswehr gegenüber einem krebserzeugenden Gefahrstoff sowie den Zeitpunkt seines Ausscheidens aus der Bundeswehr an ODIN Bw. Die Untersuchungen werden bei aktiven Bundeswehrangehörigen durch den Betriebsarzt der zuständigen Dienststelle oder einen mit der Untersuchung beauftragten hierzu ermächtigten Arzt durchgeführt. ODIN Bw arbeitet fallweise sowohl mit der GVS (früher ZAs) bei der BG ETEM in Augsburg als auch mit dem Organisationsdienst für nachgehende Untersuchung (ODIN) bei der Berufsgenossenschaft der chemischen Industrie in Heidelberg und der Unfallversicherung Bund und Bahn in Wilhelmshaven zusammen. Derzeit sind etwa 6000 Personen mit und ohne Exposition bei ODIN Bw erfasst.
Für ehemalige Soldaten der NVA sowie deutsche Staatsbürger, die bei ausländischen Streitkräften (Frankreich, Großbritannien oder USA) dienen oder gedient haben, besteht bislang keine rechtliche Grundlage, die den Versorgungsgrad umfassend regelt.